# Doering-Moore-Skattebøl-Reaktion
Die Doering-Moore-Skattebøl-Reaktion ist eine Namensreaktion in der organischen Chemie. Der US-Chemiker William von Eggers Doering (1917–2011) veröffentlichte diese 1958 zusammen mit Paul M. LaFlamme (1927–1990). Aufgrund von Verbesserungen durch W. R. Moore und Lars Skattebøl (* 1927) ist die Reaktion als Doering-Moore-Skattebøl-Reaktion in der Literatur zu finden. Sie dient der Synthese von Allenen durch die Reaktion von Olefinen mit Tribrommethan und Methyllithium.

## Übersichtsreaktion
Ein Olefinderivat reagiert mit Tribrommethan in einem zweischrittigen Prozess durch Zugabe einer Base und anschließender Reaktion mit Methyllithium zu dem entsprechenden Allen.

## Reaktionsmechanismus
Im beschriebenen Mechanismus wird durch Zugabe der Base zunächst das Tribrommethan deprotoniert. Durch Abspaltung eines Bromanions entsteht diradikalischer Dibromkohlenstoff, also ein Carben. Das Carben addiert sich an die C=C-Doppelbindung des Olefins, sodass ein cyclisches Zwischenprodukt 1 gebildet wird. Ein Bromatom wird anschließend mit Methyllithium durch Lithium substituiert, woraufhin
Lithiumbromid aus dem Molekül abspalten wird. Abschließend bilden sich unter Auflösung der verbliebenen C-C-Bindung des Ausgangsstoffes zwei neue Doppelbindungen, sodass das entsprechende Allen entsteht.